# Matrona z Chiosu
Svatá Matrona z Chiosu (také nazývaná „Svatá Matrona z Chiopolitis“) se narodila v průběhu 15. století ve vesnici Volissos na ostrově Chios v Řecku. Jedná se o stejnou obec, ve které byla v roce 1462 umučena sv. Markella. Pravoslavná církev slaví její památku 20. října a nález její hlavy 15. července.

## Život
Svatá Matrona se narodila jako Marie ve vesnici Volissos na Chiosu v průběhu čtrnáctého století. Její rodiče, Leon a Anna, byli velmi vážení a zámožní křesťané. Marie byla nejmladší ze sedmi dětí. Od mládí projevovala zájem o mnišský život. Když přišel čas, aby její rodiče zařídili její sňatek, odmítla, protože chtěla zůstat pannou. Aby se tomuto sňatku vyhnula, opustila Volissos a odešla do oblasti s výhledem na vesnici, zvané Katavasis, kde byl ženský monastýr (klášter). Její rodiče ji všude hledali, aby ji našli. Poté, co ji našli, přesvědčili ji, aby se vrátila domů. Splnila přání svých rodičů, kromě jednoho — odmítla se vdát. Její rodiče, když viděli, že stále touží vést mnišský život, jí dali souhlas, aby v tomto záměru pokračovala.
Když Mariini rodiče zemřeli, dala velkou část svého dědictví chudým a zbytek strávila budováním kláštera ve čtvrti Palaiókastro ve městě Chios. V tomto okamžiku přijala mnišské jméno Matrona.
Matrona předčila ostatní jeptišky svou oddaností, duchovností a porozuměním. Její upřímnost přesvědčila další dívky, aby přišly do tohoto kláštera a vedly stejný styl života. Samotný kostel byl malý, a tak abatyše souhlasila s plánem Matrony na jeho zvětšení a vybudování nových cel pro jeptišky. Všechnu zbývající zemědělskou půdu a osobní věci Matrona prodala a klášter z peněz získaných z tohoto prodeje vybudoval veřejné lázně, aby se mohli koupat chudí a pocestní. Tyto koupele byly v této době velmi běžné. Poté začala rekonstrukce kostela. Když byl kostel dokončen (s pomocí sv. Artemia, kterému byl zasvěcen), zemřela abatyše kláštera. Mnišky poté zvolily Matronu jako novou představenou. Matrona byla uctívána na celém Chiosu pro svůj ctnostný život a svatost. Prokazovala dobročinnost chudým a dokázala uzdravovat nemocné (divotvorkyně).